# Grainet
Grainet là một đô thị thuộc huyện Freyung-Grafenau trong bang Bayern nước Đức. Đô thị Grainet có diện tích 36,16 km², dân số thời điểm 31 tháng 12 năm 2006 là 2415 người.